# Stańczyk

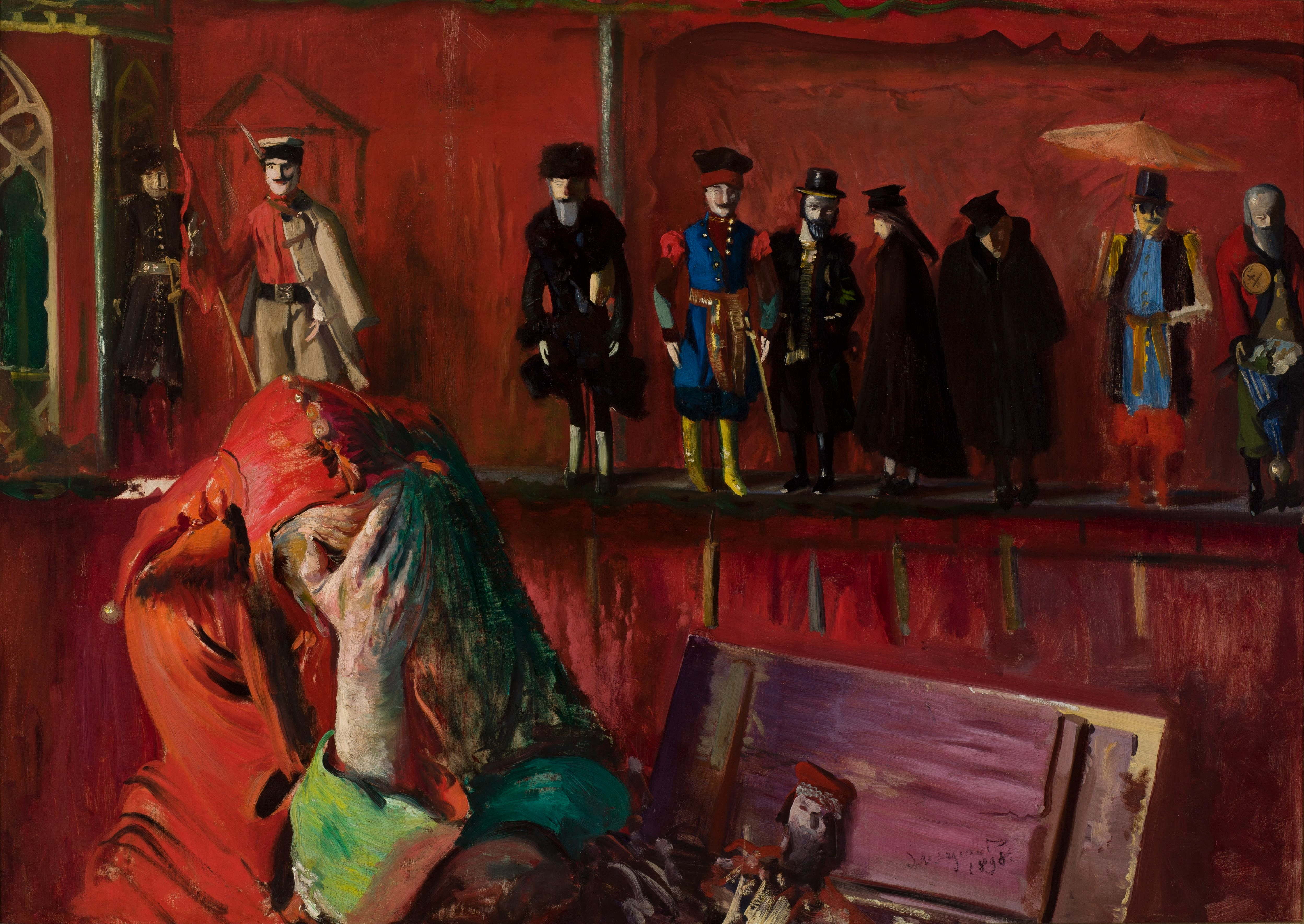
Leon Wyczółkowski: Stańczyk (1898)

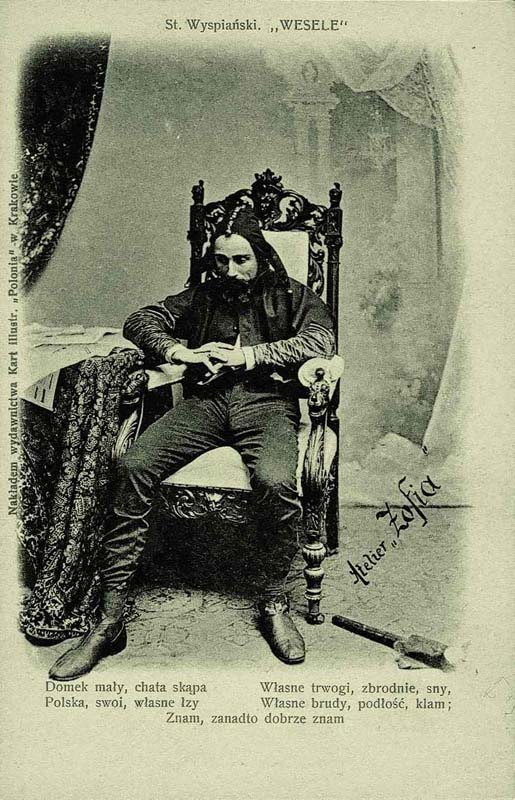
Kazimierz Kamiński színész Stańczyk szerepében a Menyegzőben (Krakkó, 1901)

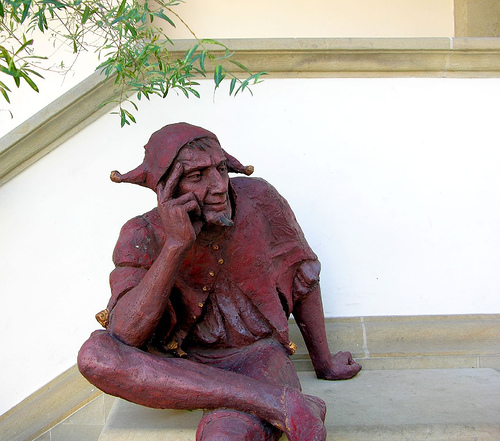
Stańczyk szobra a niepołomicei várban

Stańczyk (kb. 1480 – kb. 1560) bohóc, a lengyel történelem leghíresebb udvari bolondja, bár egyes feltételezések szerint költött alak. Három lengyel király mellett szolgált: Sándor (lengyelül: Aleksander Jagiellończyk), I. Zsigmond (Öreg Zsigmond, Zygmunt Stary), valamint II. Zsigmond Ágost (Zygmunt II August) idején.

## Történelmi hitelesség
Stańczyknak sem a pontos neve, sem a születési és halálozási ideje tudományosan nem igazolt. A források szűkössége miatt egyesek úgy tartják, hogy alakját a reneszánsz írói és költői (Łukasz Górnicki, Jan Kochanowski, Marcin Kromer, Mikołaj Rej és mások) teremtették meg.
Valószínűleg a Krakkó melletti Proszowicéban született. Híresen jól vágott az esze, s számos anekdota maradt fenn utána. E történetekben még az uralkodókat sem kímélte, élesen bírálva a politikai döntéseiket. Ilyen volt például az ún. porosz hódolat (Hołd pruski) gúnyos kritikája.
Történeti tény, hogy a Német Lovagrend nagymestere, Brandenburgi Albert nagymester 1525. április 10-én hűbéri esküt tett I. Zsigmond királynak a krakkói piactéren. Ezt követően létrejött egy új, protestáns világi állam Porosz Hercegség néven, amelyet Zsigmond megvédelmezett V. Károly német-római császárral, illetve más németekkel szemben. Később ez az állam lett Lengyelország egyik sírásója, mert a 18. században az ország három felosztásának folyamatában jelentős területeket és népességet kebelezett be Lengyelországból az Orosz Birodalommal és a Habsburg Birodalommal együtt. Az anekdota szerint 1533-ban I. Zsigmond király hatalmas medvét kapott Litvániából, amelyet a Krakkó közeli Niepołomice erdőségeiben szabadon engedtek, hogy a király levadássza. A szórakozás azonban balul sült el, a megvadult állat pánikot okozott, és Zsigmond második felesége, Sforza Bona királyné leesett a lóról és elvetélt. A király később leteremtette Stańczykot, amiért elmenekült a medve elől. Ő azzal vágott vissza, hogy ennél nagyobb bolondság volt az egyszer már ketrecbe zárt medvét újra kiengedni.
A bolond az anekdotában Poroszország létrejöttének támogatására utalt. Az ehhez hasonló történetek miatt Stańczyk a lengyel kultúrába mint nagy hazafi, művelt ember és a politikai kérdésekben is járatos személy került be.

## Szimbólum
Lengyelország 1795-ben 123 évre elvesztette a függetlenségét. Stańczyk népszerű történelmi alakká vált ez után, akit egyes szerzők a lengyel függetlenségi harc szimbólumaként ábrázoltak, mások pedig kétségek között őrlődő shakespeare-i karakterként.

### Politika: Teka Stańczyka, Stańczycy
1869-ben fiatal, konzervatív publicisták egy csoportja (Józef Szujski, Stanisław Tarnowski, Stanisław Koźmian és Ludwik Wodzicki) szatirikus brosúrák sorát jelentette meg Stańczyk-téka (Teka Stańczyka) címmel. A csoport fellépésére alig öt évvel a tragikus véget ért januári felkelés után került sor. A brosúrák célja az volt, hogy nevetségessé tegyék a fegyveres nemzeti felkelések programját. Kompromisszumos kiegyezést javasoltak Lengyelország ellenségeivel, különösen az Osztrák Birodalommal, és szorgalmazták, hogy a politikai függetlenség kérdésénél nagyobb figyelmet kapjon a gazdasági fejlődés ügye. Az a politikai párt, amely magáévá tette ezeket a gondolatokat, Stańczycy néven vált ismertté (a szó a Stańczyk többes száma lengyelül).

### Stańczyk a művészetekben
Jan Matejko, a 19. századi lengyel historikus festészet nagy alakja számos képén örökítette meg saját arcképét és alakját Stańczyk jelmezébe bújva. E képek a lengyel történelem egy-egy nagyobb eseményét ábrázolják, a kompozíciókban pedig a bolond aggódó, nyugtalan személyisége rendszerint éles ellentétet mutat a bohócruhával és a bolondozás kellékeivel. A gondolat és ábrázolási mód számos modern lengyel festőnél köszön vissza, például Leon Wyczółkowskinál.
Jan Matejko festményei:

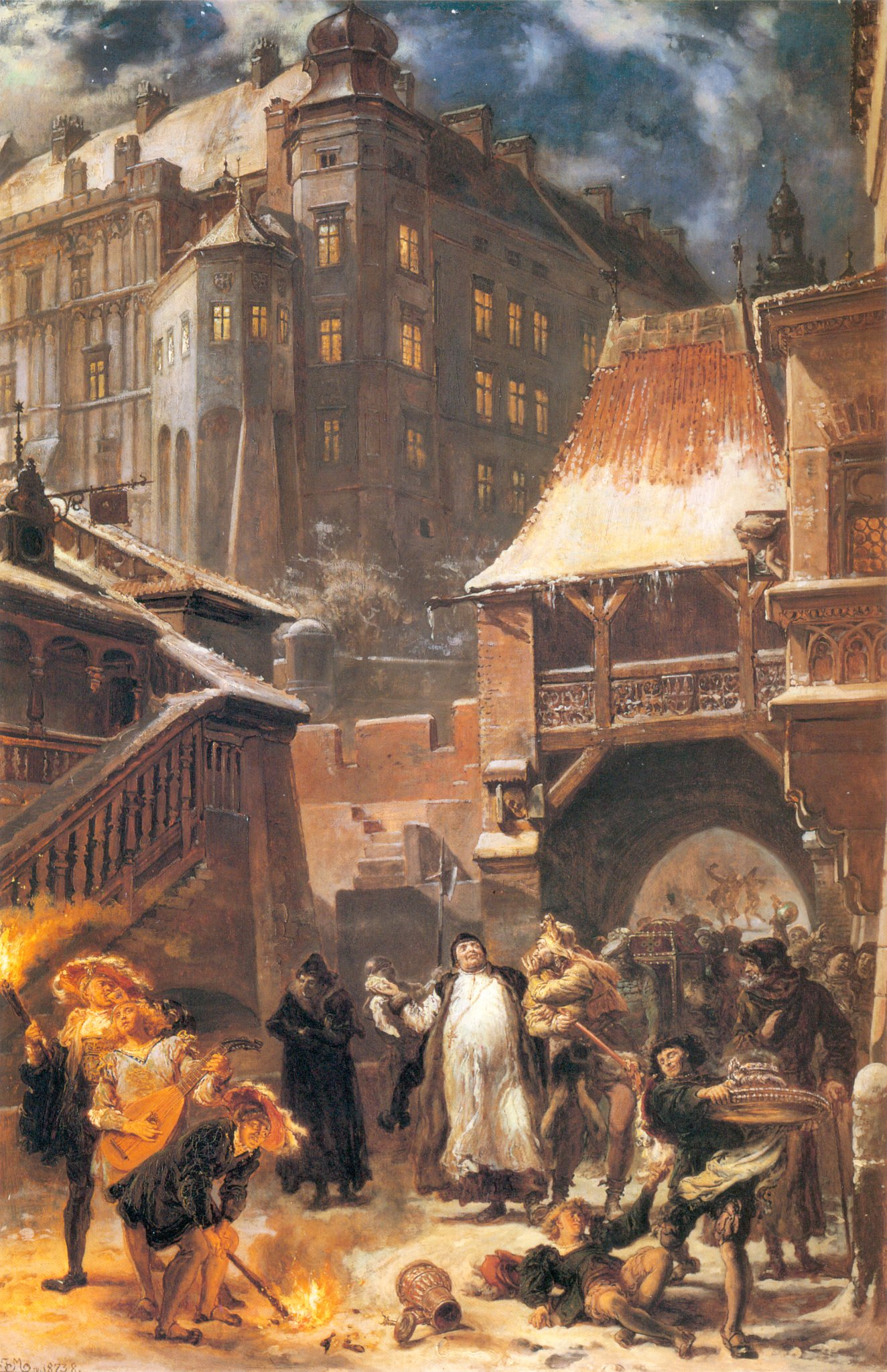
Gamrat és Stańczyk
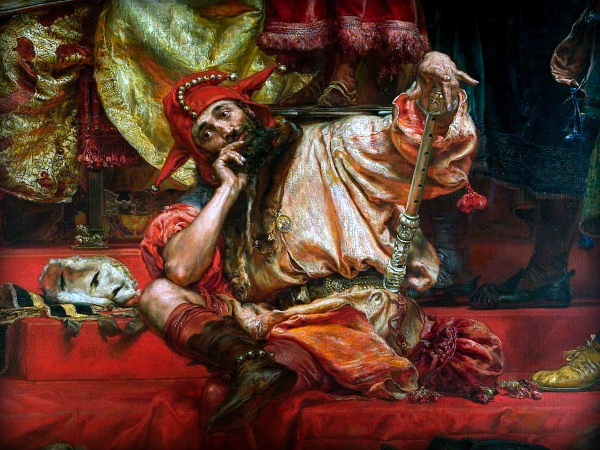
Porosz hódolat (részlet)
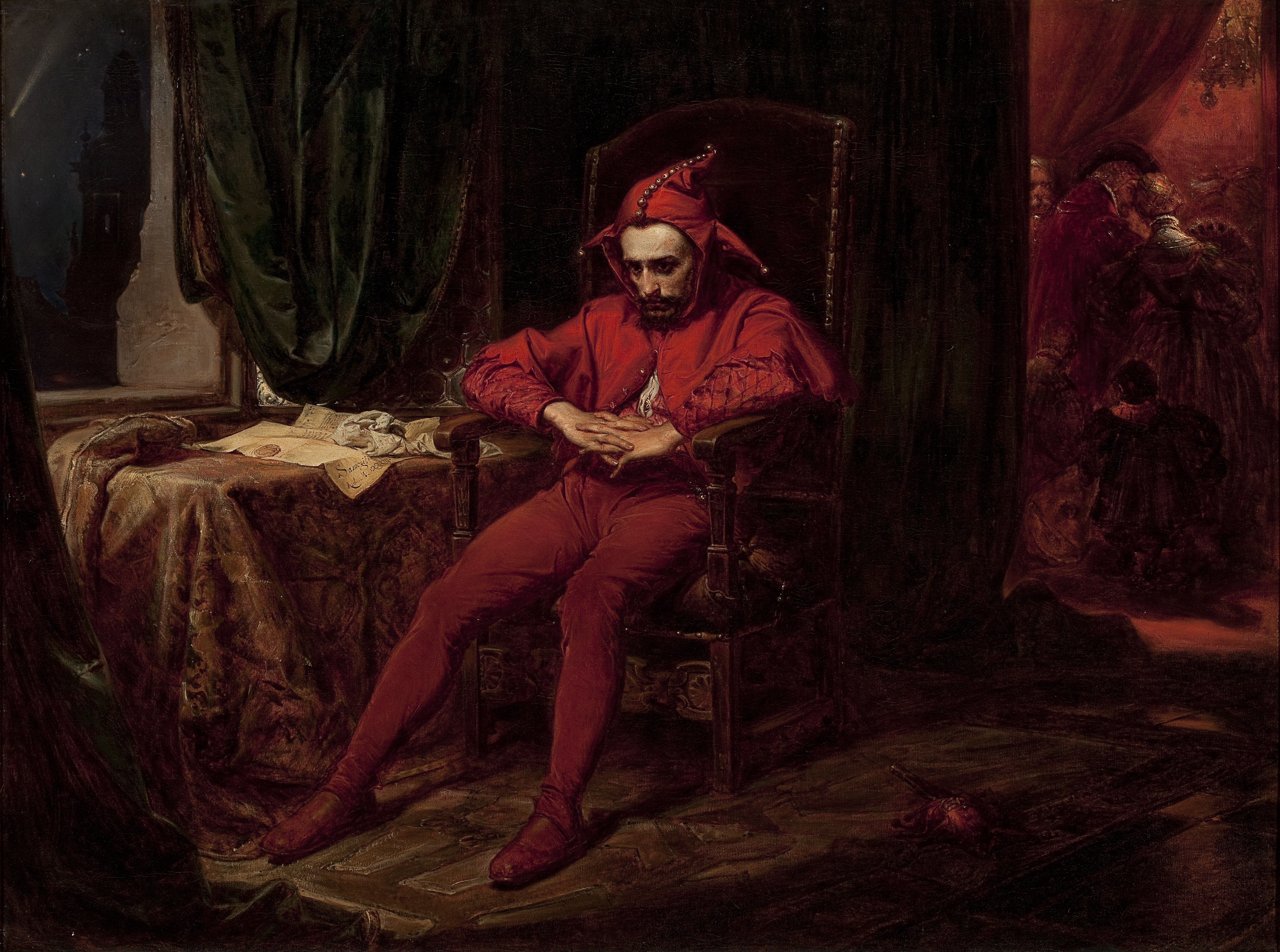
Stańczyk
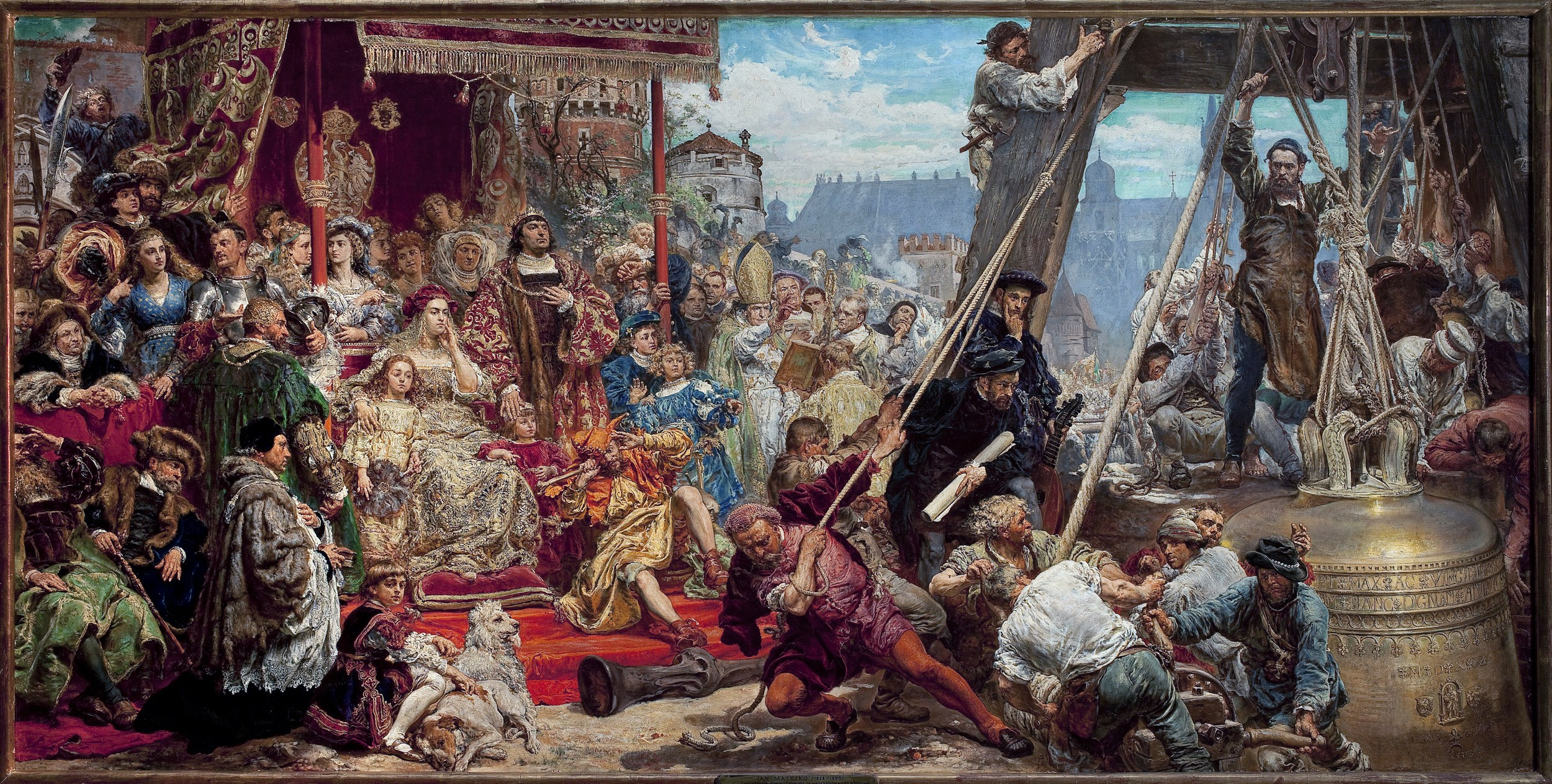
A Zsigmond-harang beemelése

Az 1800-as évek első felében többek között Julian Ursyn Niemcewicz (Jan z Tęczna. Powieść historyczna, 1825) és Józef Ignacy Kraszewski (1839, 1841) műveiben bukkant fel az alakja. A legfontosabb ilyen irodalmi mű Stanisław Wyspiański Menyegző (Wesele) című drámája. Ez ugyan a század végén játszódik, de feltűnik benne az ő szelleme is. A műből Andrzej Wajda készített filmet 1972-ben. A bolond szerepe figyelmeztetni, hogy a passzivitás megöli a nemzetet. Wyspiański ezzel megerősítette Stańczyknak a lengyel kultúrában elfoglalt helyét, mivel ő is a hazafiság és a szkeptikus politikai bölcsesség jelképeként szerepeltette.

## Fordítás
- Ez a szócikk részben vagy egészben a Stańczyk című lengyel Wikipédia-szócikk ezen változatának fordításán alapul.  Az eredeti cikk szerkesztőit annak laptörténete sorolja fel. Ez a jelzés csupán a megfogalmazás eredetét és a szerzői jogokat jelzi, nem szolgál a cikkben szereplő információk forrásmegjelöléseként.
- Ez a szócikk részben vagy egészben a Stańczyk című angol Wikipédia-szócikk ezen változatának fordításán alapul.  Az eredeti cikk szerkesztőit annak laptörténete sorolja fel. Ez a jelzés csupán a megfogalmazás eredetét és a szerzői jogokat jelzi, nem szolgál a cikkben szereplő információk forrásmegjelöléseként.